# Fatmir Bytyqi
Fatmir Bytyqi (mac. Фатмир Битиќи; ur. 26 października 1975 w Skopju) – północnomacedoński polityk pochodzenia albańskiego, wicepremier w drugim rządzie Zorana Zaewa.

## Życiorys
W 1999 roku ukończył studia z zarządzania na Uniwersytecie w Tirańskim.
Zaangażował się w działalność Socjaldemokratycznego Związku Macedonii, w kwietniu 2018 roku pełnił funkcję doradca prezydenta Ǵorge Iwanowa. Objął funkcję wicepremiera w drugim rządzie Zorana Zaewa.
Deklaruje znajomość języków albańskiego, angielskiego, macedońskiego, niemieckiego oraz serbsko-chorwackiego.